# František Tomášek (politik)

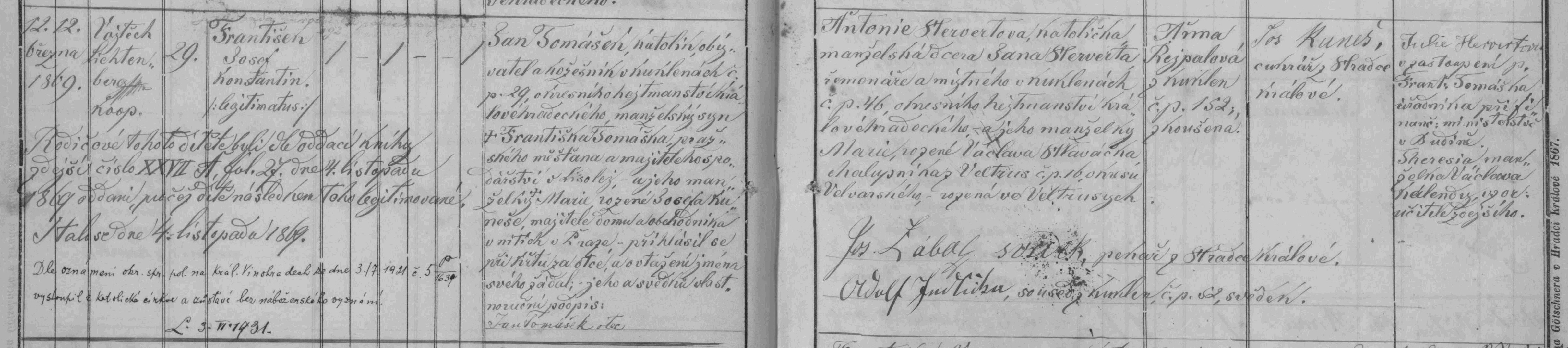
Matriční záznam o narození Františka Tomáška, matrika N 1868–1885 Kukleny

František Tomášek (12. března 1871 Kukleny – 5. října 1938 Praha) byl československý politik, meziválečný poslanec a senátor Národního shromáždění za Československou sociálně demokratickou stranu dělnickou.

## Biografie
Původně byl historikem. Mezi jeho učitele patřili Jaroslav Goll nebo Tomáš Garrigue Masaryk. Politicky aktivní byl již za Rakouska-Uherska. Angažoval se ve studentském hnutí a byl aktérem procesu s Omladinou. Od konce 19. století působil v sociálnědemokratickém tisku (redaktor vídeňských Dělnických listů), přičemž patřil do skupiny liberálních intelektuálů z okruhu pokrokářů, kteří se připojili k sociální demokracii. Podporoval české menšinové školství ve Vídni.
Ve volbách do Říšské rady roku 1907 se stal poslancem Říšské rady (celostátní parlament), kam byl zvolen za český okrsek Morava 19. Usedl do poslanecké frakce Klub českých sociálních demokratů. Opětovně byl zvolen za týž obvod i ve volbách do Říšské rady roku 1911 a ve vídeňském parlamentu setrval do zániku monarchie.
Za první světové války se zapojil do podpory českého zahraničního odboje. Koncem války patřil v rámci sociálnědemokratické strany spolu s Gustavem Habrmanem či Rudolfem Bechyně k takzvané národní opozici, která akcentovala český národní a státoprávní zájem. V červenci 1918 se stal generálním tajemníkem strany. Díky posunu české sociální demokracie směrem k národnějšímu a méně marxistickému pojetí politiky se koncem první světové války sblížily pozice sociální demokracie a národních sociálů (českých socialistů). Obě strany tak vytvořily v září 1918 volný koordinační orgán Socialistická rada, v jejímž třináctičlenném vedení Tomášek usedl.
V sobotu 21. prosince 1918 uvítal v Praze prezidenta Tomáše Garrigua Masaryka, s nímž v automobilu Laurin Klement absolvoval triumfální cestu Prahou až k prezidentskému slibu do Sněmovní ulice.
V letech 1918–1920 zasedal v československém Revolučním národním shromáždění, ve kterém působil na postu předsedy. V parlamentních volbách v roce 1920 získal poslanecké křeslo v Národním shromáždění. Mandát v parlamentních volbách v roce 1925 obhájil a do parlamentu se dostal i po parlamentních volbách v roce 1929. Pak zasedal v horní komoře. V parlamentních volbách v roce 1935 získal senátorské křeslo v Národním shromáždění. V senátu setrval do své smrti v říjnu 1938. Poté místo něj nastoupil František Vácha.
Podle údajů k roku 1929 byl profesí novinářem v Praze. Předsedal Dělnické akademii a překládal práce socialistických teoretiků.